# Sabah-Sarawak Gaspipeline
Die Sabah-Sarawak Gaspipeline (SSGP) ist eine im Bau befindliche, 522 Kilometer lange Erdgaspipeline, die von Kimanis in Sabah nach Bintulu in Sarawak in Malaysia verläuft. Die Pipeline ist Bestandteil des von Petronas entwickelten Sabah-Sarawak Integrated Oil and Gas Project.

## Geschichte
Betreiber und Eigentümer der Pipeline ist Petronas Carigali SDN. BHD. 
Zum Zeitpunkt Juni 2011 waren mehr als 80 % der Rohre verlegt. Die Fertigstellung und Inbetriebnahme ist für 2013 geplant.

## Sabah-Sarawak Integrated Oil and Gas Project

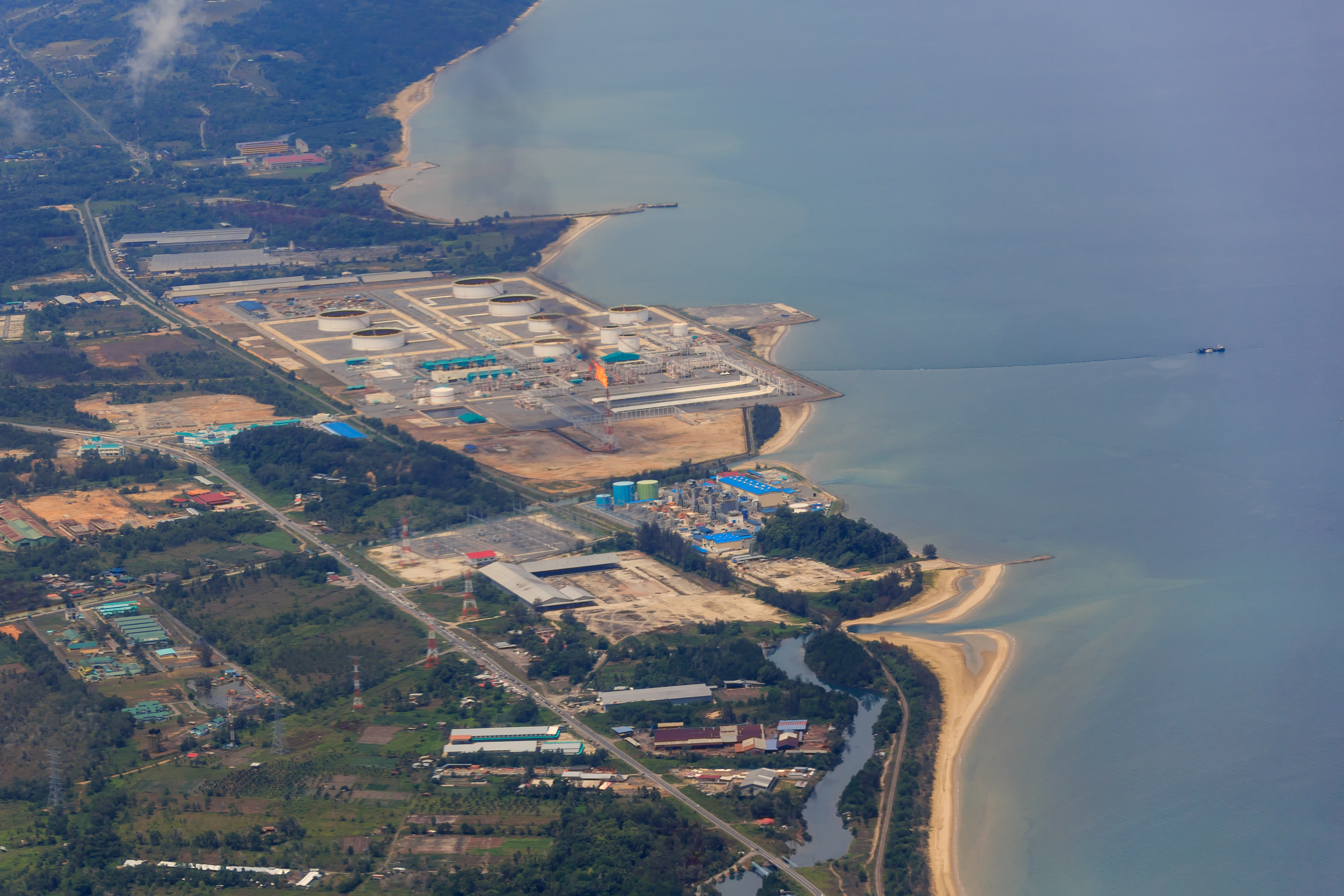
SOGT im Mai 2014

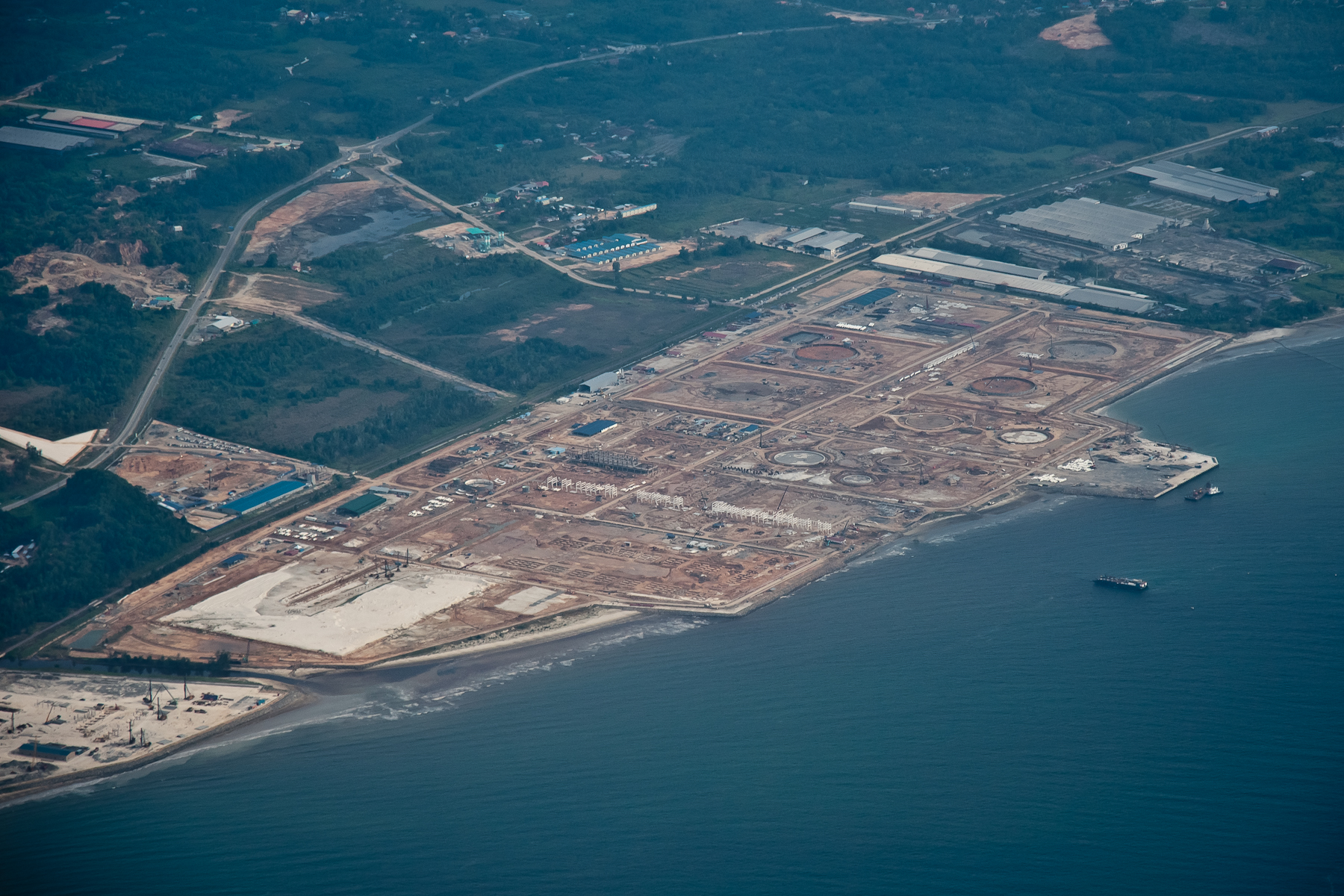
Baustelle des Sabah Öl- und Gasterminals (SOGT) in Kimanis. Luftaufnahme vom November 2011

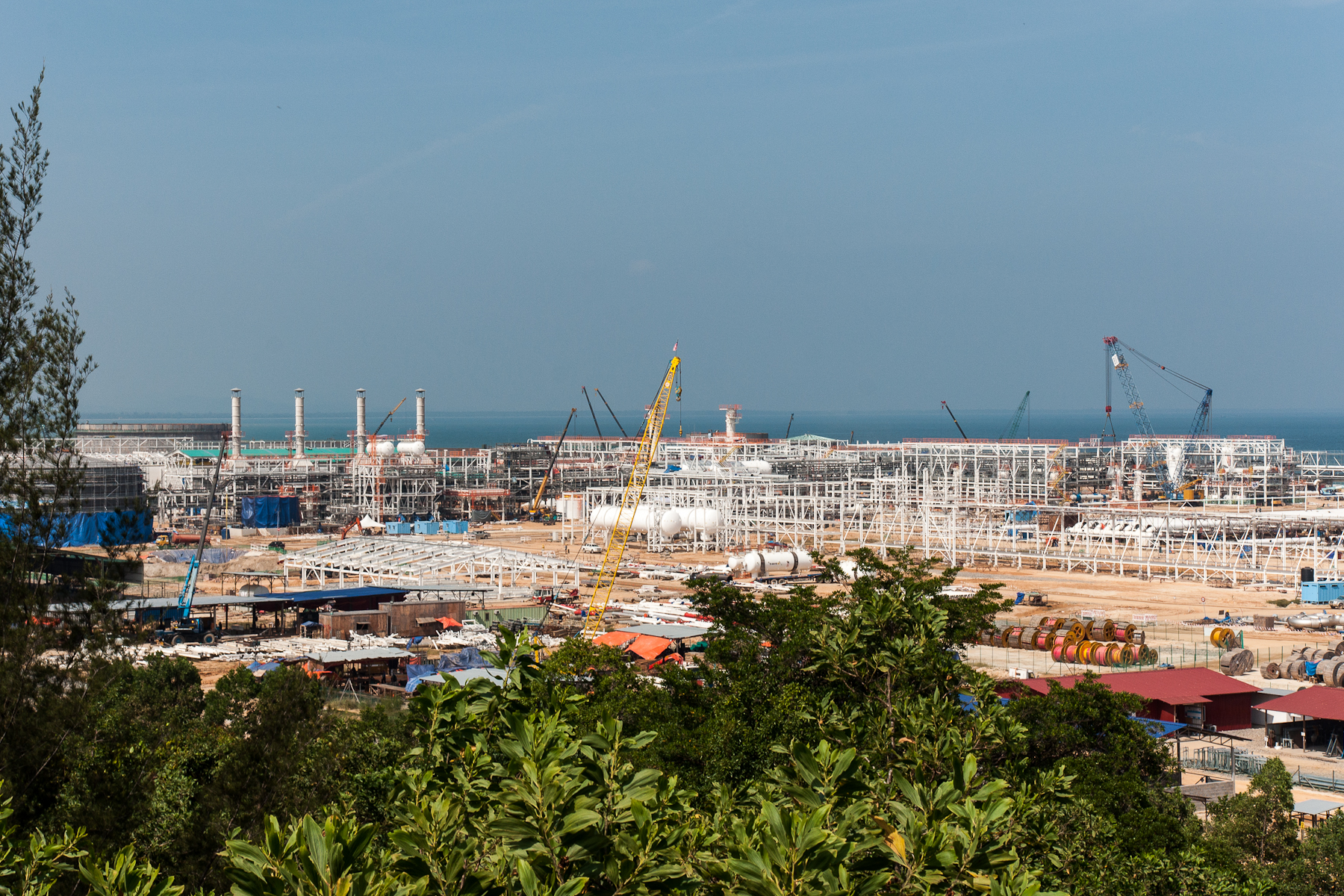
SOGT-Baustelle im August 2012

Das Projekt von PETRONAS hat die Nutzbarmachung der Öl- und Gasreserven in den Offshore-Fördergebieten vor Sabah und Sarawak zum Ziel, vor allem in den Seegebieten von Gumusut/Kakap, Kinabalu Deep and East, Kebabangan und Malikai. Neben der Exploration gehören auch zwei Vorhaben auf dem Festland zum Projekt:
Das Sabah Öl- und Gasterminal (SOGT) in Kimanis dient als Empfangs-, Speicher- und Exportstation für Öl und Erdgas aus den Offshore-Feldern Sabahs. Das Erdgas wird außerdem weiterverarbeitet und verdichtet. Die Kapazität des SOGT beträgt 300.000 Barrel Öl und 28 Millionen Normkubikmeter Erdgas pro Tag. Die Verladung des Rohöls zum Export erfolgt zehn Kilometer von Kimanis entfernt auf offener See an speziellen Ankerplätzen in der Kimanis Bay.

## Technische Daten
Der Durchmesser der Pipeline beträgt 36 Zoll, dies entspricht etwa einem Meter. Die 522 Kilometer lange Strecke verläuft durch Gebirgs- und Sumpfgelände mit einem Höhenprofil zwischen Seehöhe und 1027 m. Als besondere Beanspruchung wird dabei das regenreiche Klima betrachtet.
Auf der Strecke befinden sich zwei Messstationen, zwei Molchstationen, drei Verdichterstationen mit Abschottschiebern und lokaler Meßwarte sowie 19 weitere Schieberstationen. Die Sabah-Sarawak Erdgaspipeline beginnt am Sabah Öl- und Gasterminal (SOGT) in Kimanis.
Die Pipeline endet in Bintulu, Sarawak am PETRONAS LNG Complex. Zu diesem 276 Hektar großen Industriekomplex gehören drei Erdgasverflüssigungsanlagen, die von Malaysia LNG Sdn Bhd, MLNG Dua Sdn Bhd und MLNG Tiga Sdn Bhd betrieben werden. Alle drei Firmen sind Joint-Ventures von Petronas. Das verflüssigte Erdgas wird von Bintulu aus per Schiff exportiert.
Das Pipelinesystem wird von Anfang an so ausgerüstet, dass es zu einer zukünftigen Versorgung von Endverbrauchern in Sabah und Sarawak ausgebaut werden kann.

## Pipelinegegner
Der zu den Ureinwohnern Sarawaks zählende Stamm der Baram protestierte seit Dezember 2010 mehrfach gegen die Sabah-Sarawak Gaspipeline. Die Gemeinschaft der Baram wirft Petronas vor, ihre Versprechen im Zusammenhang mit dem Bau der Pipeline nicht zu erfüllen. Es geht dabei um den finanziellen Ausgleich für die Abholzung eines 40 Meter breiten Waldstreifens innerhalb des Baram-Reservates von Long Atip für den Bau und späteren Betrieb der Pipelinestrecke sowie um die illegale Entnahme von Edelhölzern außerhalb des Pipelineschutzstreifens durch Kontraktoren von Petronas.

## Einzelquellen
1. 1 2  The Sabah-Sarawak Integrated Oil and Gas Project (Memento des Originals vom 27. August 2011 im Internet Archive)  Info: Der Archivlink wurde automatisch eingesetzt und noch nicht geprüft. Bitte prüfe Original- und Archivlink gemäß Anleitung und entferne dann diesen Hinweis. auf der Website von Petronas, Malaysia, abgerufen am 15. Juli 2011
2. ↑  SAPP questions secrecy in gas pipeline project (Memento des Originals vom 3. Juli 2011 im Internet Archive)  Info: Der Archivlink wurde automatisch eingesetzt und noch nicht geprüft. Bitte prüfe Original- und Archivlink gemäß Anleitung und entferne dann diesen Hinweis., Free Malaysia Today, 30. Juni 2011, abgerufen am 15. Juli 2011
3. ↑  Referenzliste PL Engineering (Memento des Originals vom 27. Oktober 2011 im Internet Archive)  Info: Der Archivlink wurde automatisch eingesetzt und noch nicht geprüft. Bitte prüfe Original- und Archivlink gemäß Anleitung und entferne dann diesen Hinweis., Seite 8, abgerufen am 15. Juli 2011
4. ↑  PETRONAS LNG Complex (Memento des Originals vom 2. Oktober 2011 im Internet Archive)  Info: Der Archivlink wurde automatisch eingesetzt und noch nicht geprüft. Bitte prüfe Original- und Archivlink gemäß Anleitung und entferne dann diesen Hinweis. auf der Website von Petronas, Malaysia, abgerufen am 15. Juli 2011
5. ↑  Baram villagers blockade against Sabah Sarawak Gas Pipeline Project, Sarawak Indigenous Community News, 10. März 2011.